# هرمزدختک
هرمزدختک یا هرمزد دختک (پارسی میانه: Ohrmezd(d)uxtag) یکی از زنان نجیب‌زاده ساسانی در سده سوم میلادی و دختر شاهنشاه نرسه بود.

## زندگی

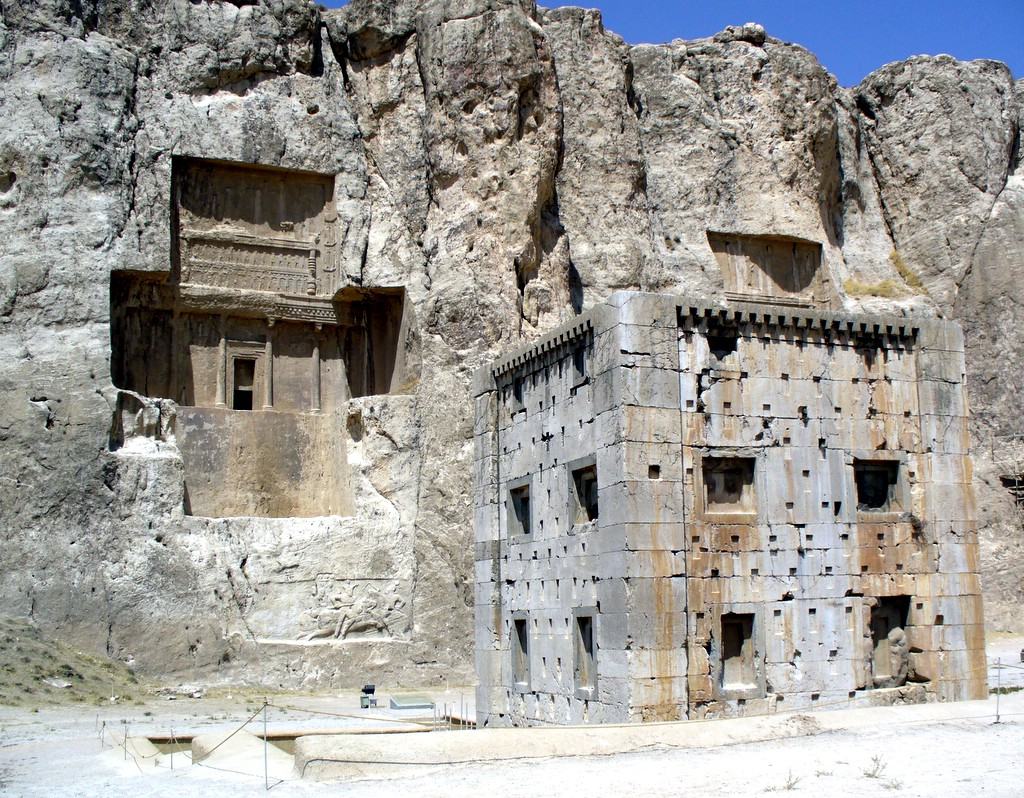
کعبه زرتشت، جایی که سنگ‌نوشته شاپور یکم حک شده‌است

هرمزدختک دختر نرسه و نوهٔ شاپور یکم بود. از او در سنگ‌نوشته شاپور یکم بر کعبه زرتشت در میان خانواده سلطنتی ساسانی یاد شده‌است. در زمان نوشته شدن سنگ‌نوشته او تنها فرزند نرسه بوده‌است و هنوز هرمز (هرمز دوم آینده) زاده نشده‌بود. این که کدام یک از دو همسر نرسی، یعنی شاپوردختک، شهبانوی سکاها، و نرسه‌دخت، بانوی سکاها، مادر اوست، از سنگ‌نوشته مشخص نمی‌شود.